# Челомбеев, Иван Васильевич

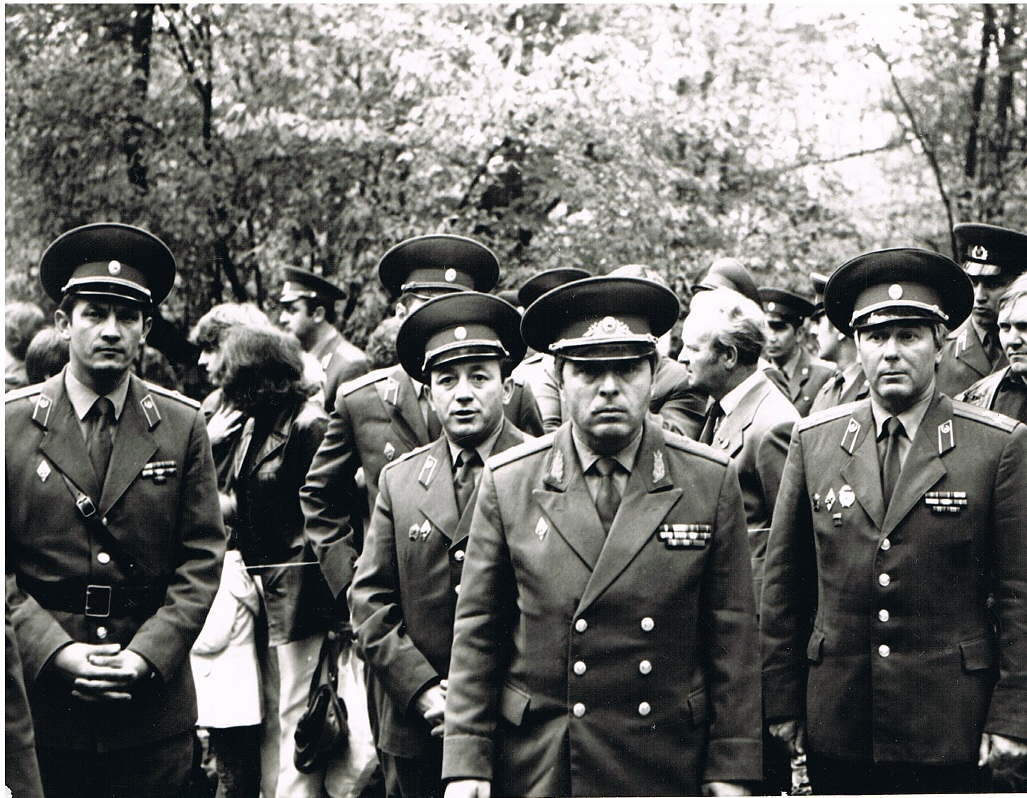
Генерал Челомбеев в Берлине

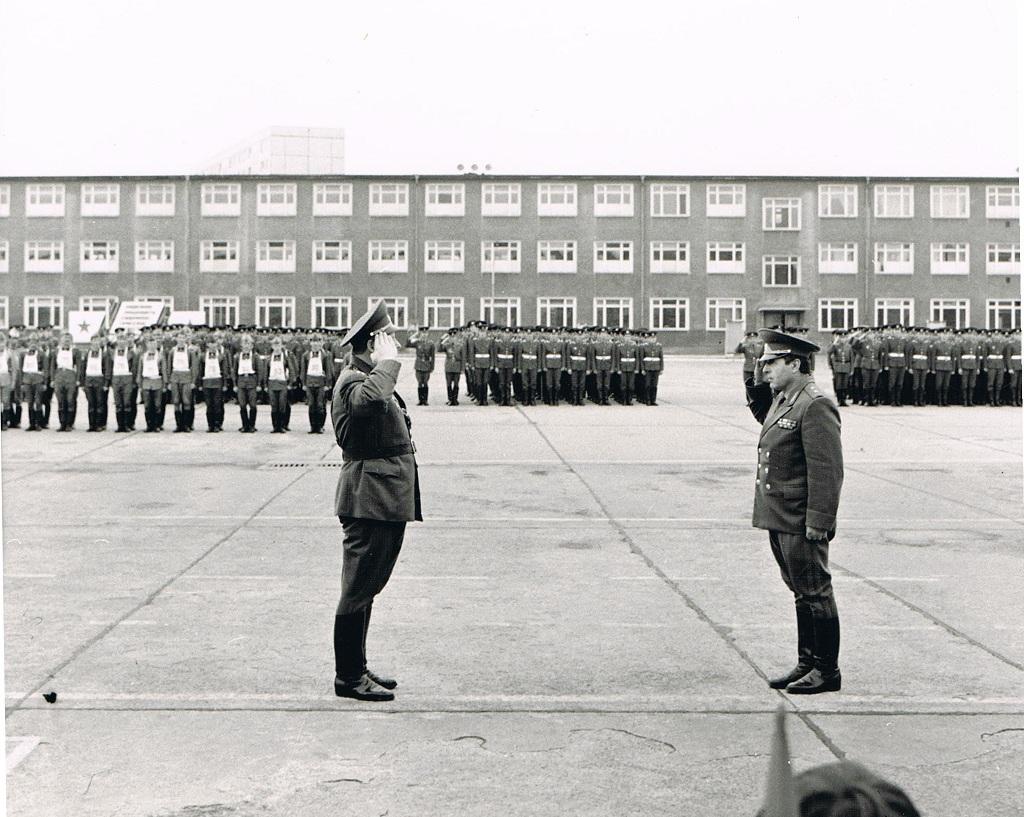
6-я гв. омсбр. Берлин 1981. Командарм И. Челомбеев принимает рапорт комбрига А. Дорофеева

Иван Васильевич Челомбеев (1931—2008) — советский военачальник. Первый заместитель командующего войсками Уральского военного округа (1981—1984), Главный военный советник при министре обороны Монгольской народной республики (1984—1989). Генерал-лейтенант (1979).

## Биография
Родился 16 февраля 1931 г. в с. Березово (ныне — Воронежской области). Отец, Василий Челомбеев погиб на фронте.
В 1944 г. поступил в Тамбовское суворовское военное училище, окончил в 1950 г. с золотой медалью.
- курсант Ленинградского дважды Краснознамённого пехотного училища им. С. М. Кирова (1950—1952 гг.);
- командир взвода, 1952—1954 (ГСВГ), заместитель командира роты, командир учебной роты (Ленинградский ВО, 1959—1962 гг.);
- слушатель Военной академии им. М. В. Фрунзе (1962—1965 гг.);
- командир батальона, заместитель командира полка, командир полка, начальник штаба учебной дивизии (СКВО Грозный, 1965—1971 гг.);
- слушатель Военной академии Генерального штаба им. К. Е. Ворошилова (1971—1973 гг.);
- командир 201-й мотострелковой дивизии (САВО Душанбе, 1973—1975 гг.);
- начальник штаба 35-й армии (ДВО, 1975—1979 гг.);
- командующий 20-й армией (ГСВГ, 1979—1981 г.);
- первый заместитель командующего войсками Уральского ВО (1981—1984 гг.);
- Главный военный советник при министре обороны Монгольской народной республики (1984—1989 гг.);

В декабре 1989 года уволен в запас.
Генерал-лейтенант И. В. Челомбеев в анкете выпускника ТбСВУ в 2000 г. писал: 

Мой боевой путь, если о нём образно сказать, можно определить буквально в нескольких словах: «От суворовца с одним лампасом до генерал-лейтенанта с двумя лампасами». А в этом промежутке протяженностью в 45 лет было много событий и различных нюансов…— http://gaspito.ru/index.php/component/content/article/500
Скончался 17 марта 2008 года.

## Награды
- Орден Красной Звезды
- Орден Красной Звезды
- Орден «За службу Родине в Вооружённых Силах СССР» 3 степени
- Медаль «За боевые заслуги»
- Медаль «За укрепление боевого содружества»
- Юбилейная медаль «Двадцать лет Победы в Великой Отечественной войне 1941—1945 гг.»
- Юбилейная медаль «300 лет Российскому флоту»
- Медаль «Ветеран Вооружённых Сил СССР»
- Юбилейная медаль «50 лет Вооружённых Сил СССР»
- Юбилейная медаль «60 лет Вооружённых Сил СССР»[1]
- Юбилейная медаль «70 лет Вооружённых Сил СССР»[2]
- Медаль «За безупречную службу» I степени
- Медаль «За безупречную службу» II степени
- два ордена Монгольской народной республики.